# Helianthemum gonzalezferreri
Helianthemum gonzalezferreri es una especie  del género Helianthemum, perteneciente a la familia de las cistáceas. 

## Descripción
Es un raro endemismo lanzaroteño descrito en 1992. Pertenece al grupo de especies arbustivas, de 20-30 cm, diferenciándose por sus hojas, menores de 2 cm, de ovadas a latilanceoladas o elípticas. Las flores se disponen en inflorescencias densas de 7-20 flores, con pétalos anchos, sépalos membranosos estrellado-tomentosos y estilo recto o ligeramente curvado de unos 2,5 mm. Se conoce como "Jarilla de Famara". Esta especie figura en el Catálogo Nacional de Especies Amenazadas y en el Catálogo Canario de Especies Protegidas en la categoría de "en peligro de extinción".

## Taxonomía
Helianthemum gonzalezferreri fue descrita por Marrero Rodr. y publicado en Bot. Macaronés, IV, Ci. 19-20: 69 1992.
Etimología
Helianthemum: nombre genérico que deriva del griego antiguo  Ἥλιος (Helios), "el Sol" y  ανθεμοζ, ον (anthemos, on), "florecido", pues las flores solo se abren con el calor del sol (necesitan una temperatura superior a 20 °C para desplegar sus pétalos) y tienen un cierto fototropismo positivo. Ciertos nombres vernáculos en castellano, tales como Mirasol, corroborarían esta interpretación. Autores sostienen que su nombre es debido a la semejanza de las flores amarillas con el astro solar; sin embargo muchas especies son blancas, anaranjadas, rosadas o purpúreas, lo que no encuadra con esta interpretación. Otros por el afecto que tendría el género por los sitios soleados...
gonzalezferreri: epíteto dedicado a D.Estanislao González Ferrer, conservador y gran conocedor de la naturaleza de Lanzarote.